# الکساندر گولوبف
الکساندر گولوبف (روسی: Александр Вячеславович Голубев؛ زادهٔ ۱۹ مه ۱۹۷۲) ورزشکار اسکیت سرعت اهل روسیه بود.
وی در مسابقات کشوری و بین‌المللی در مجموع برندهٔ ۱ مدال طلا شده‌است.